# Weaving Symbolics
Albums de Steve Coleman
Lucidarium
(2003) Invisible Paths: First Scattering
(2007)
Weaving Symbolics est un album du saxophoniste de jazz américain Steve Coleman sorti en 2006 chez Label Bleu. Il s'agit d'un double CD accompagné de deux DVD : le premier est un documentaire sur l'enregistrement de l'album et le mode de composition de Steve Coleman, le second est un extrait de jam sessions avec Marcus Gilmore, alors âgé de 19 ans.

## À propos de la musique

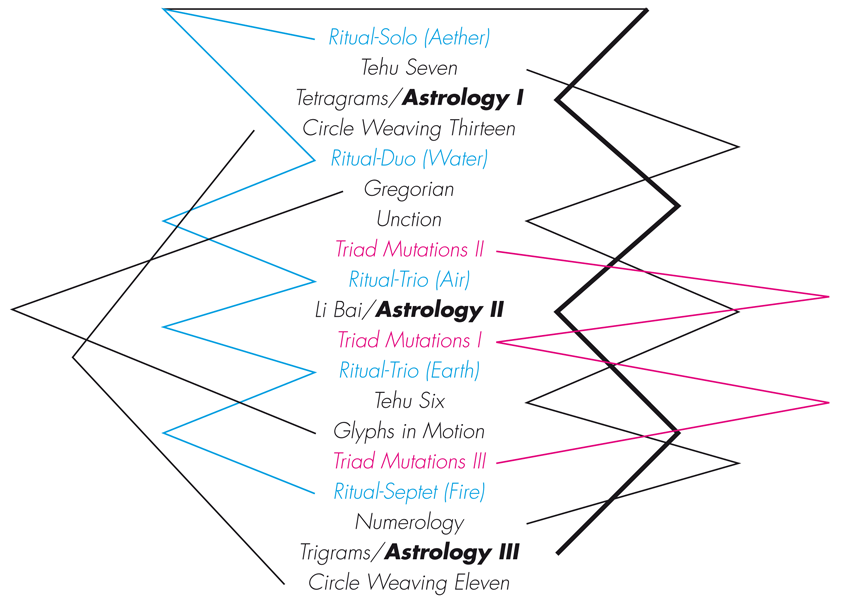
Schéma de la structure de l'album, tel qu'indiqué sur la pochette

Comme Steve Coleman l'explique dans le DVD, et comme le réseau de filaments sur la pochette du CD l'indiquent, l'album est conçu de manière symétrique en plusieurs groupes. Le pentagramme Ritual ponctue tout l'album, présenté sous plusieurs formes (solo, duo, trio…), représentant à chaque fois un élément différent (éther, eau, air, terre, feu). Il y a deux trios dans l'album : celui d'Astrology (Tetragrams, Li Bai, Trigrams), et celui des Triad Mutations. Tehu Seven, Unction, Tehu Six et Numerology forment un autre cycle.
Ainsi, Coleman dessine une sorte de mystique non-religieuse, incluant alchimie, ésotérisme, numérologie ou astronomie.
L'album est conçu autour du cercle, du tissage (« Weaving », la pochette de l'album présente un métier à tisser), et de l'opposition yin/yang, homme/femme.
L'album associe des lignes mélodiques en contrepoint plein de rigueur, construit comme des fugues de Bach, à des rythmes latins et funky, qui amènent une musique très cérébrale sur une voie plus impulsive et spontanée.

## Critiques
Pour John Fordham du Guardian, l'album peut contenir « un poil trop de gymnastique vocale mêlant contemporain et classique et d'improvisations collectives entrelacées pour les habitués du jazz », mais il est plein de surprise et de beau jeu.
Pour Jean-Marc Gelin, le son parkerien et l'approche généreuse de Coleman lui permet de guider l'auditeur dans une musique complexe, mais toujours accessible.
Jeff Stockton trouve également la musique « complexe mais accessible » et « extraordinaire », mais prévient que « votre avis sur le disque dépendra de votre appréciation des vocalises de Jen Shyu, dont le beau timbre se situe entre Cassandra Wilson and Irène Aebi, mais qui a tendance à détourner l'attention du reste des musiciens. »

## Liste des titres
Disque 1
| No  | Titre                   | Musique       | Musiciens | Durée |
| --- | ----------------------- | ------------- | --- | ----- |
| 1.  | Ritual - Solo (Aether)  | Steve Coleman | Steve Coleman | 2:48  |
| 2.  | Tehu Seven              | Steve Coleman | Steve Coleman, Jason Moran, Marcus Gilmore | 5:56  |
| 3.  | Tetragrams/Astrology I  | Steve Coleman | Steve Coleman, Malik Mezzadri, Jonathan Finlayson, Tim Albright, Jen Shyu, Nelson Veras, Anthony Tidd, Marcus Gilmore, Nei Sacramento, Felipe Alexsandro, Luciano Silva | 9:42  |
| 4.  | Circle Weaving Thirteen | Steve Coleman | Steve Coleman, Jonathan Finlayson, Tim Albright, Jen Shyu, Reggie Washington, Marcus Gilmore, Nei Sacramento, Felipe Alexsandro, Luciano Silva                          | 3:54  |
| 5.  | Ritual - Duo (Water)    | Steve Coleman | Steve Coleman, Jen Shyu | 2:35  |
| 6.  | Gregorian               | Steve Coleman | Steve Coleman, Jonathan Finlayson, Tim Albright, Jen Shyu, Reggie Washington, Marcus Gilmore, Nei Sacramento, Felipe Alexsandro, Luciano Silva                          | 4:40  |
| 7.  | Unction                 | Steve Coleman | Steve Coleman, Eric Revis (en), Jeff Watts | 7:08  |
| 8.  | Triad Mutations II      | Steve Coleman | Steve Coleman, Jonathan Finlayson, Tim Albright, Jen Shyu, Reggie Washington, Marcus Gilmore, Nei Sacramento, Felipe Alexsandro, Luciano Silva                          | 4:48  |
| 9.  | Ritual - Trio (Air)     | Steve Coleman | Steve Coleman, Jonathan Finlayson, Tim Albright | 3:33  |
| 10. | Li Bai/Astrology II     | Jen Shyu      | Jen Shyu, Steve Coleman, Malik Mezzadri, Jonathan Finlayson, Tim Albright, Nelson Veras, Sarah Murcia, Marcus Gilmore, Nei Sacramento, Felipe Alexsandro, Luciano Silva | 10:34 |
| 11. | Triad Mutations I       | Steve Coleman | Steve Coleman, Jonathan Finlayson, Tim Albright, Jen Shyu, Reggie Washington, Marcus Gilmore, Nei Sacramento, Felipe Alexsandro, Luciano Silva                          | 3:31  |

Disque 2
| No | Titre                  | Musique       | Musiciens | Durée |
| -- | ---------------------- | ------------- | --- | ----- |
| 1. | Ritual - Trio (Earth)  | Steve Coleman | Steve Coleman, Eric Revis, Jeff Watts | 8:52  |
| 2. | Tehu Six               | Steve Coleman | Steve Coleman, Jason Moran, Marcus Gilmore | 4:21  |
| 3. | Glyphs in Motion       | Steve Coleman | Steve Coleman, Jonathan Finlayson, Tim Albright, Jen Shyu, Anthony Tidd, Marcus Gilmore, Nei Sacramento, Felipe Alexsandro, Luciano Silva      | 13:59 |
| 4. | Triad Mutations III    | Steve Coleman | Steve Coleman, Jonathan Finlayson, Tim Albright, Jen Shyu, Reggie Washington, Marcus Gilmore, Nei Sacramento, Felipe Alexsandro, Luciano Silva | 3:03  |
| 5. | Ritual - Septet (Fire) | Steve Coleman | Steve Coleman, Malik Mezzadri, Jen Shyu, Nelson Veras, Sarah Murcia, Marcus Gilmore, Nei Sacramento, Felipe Alexsandro, Luciano Silva          | 6:28  |
| 6. | Numerology             | Steve Coleman | Steve Coleman, Tim Albright, Jen Shyu | 5:47  |
| 7. | Trigrams/Astrology III | Steve Coleman | Steve Coleman, Nelson Veras, Sarah Murcia, Marcus Gilmore, Nei Sacramento, Felipe Alexsandro, Luciano Silva                                    | 8:05  |
| 8. | Circle Weaving Eleven  | Steve Coleman | Steve Coleman, Jonathan Finlayson, Tim Albright, Jen Shyu, Reggie Washington, Marcus Gilmore, Nei Sacramento, Felipe Alexsandro, Luciano Silva | 8:53  |

## Personnel
- Steve Coleman - saxophone alto
- Malik Mezzadri - flûte
- Jonathan Finlayson - trompette
- Tim Albright - trombone
- Jen Shyu - chant
- Nelson Veras - guitare
- Jason Moran - piano
- Anthony Tidd (en) - contrebasse
- Reggie Washington (en) - contrebasse
- Eric Revis (en) - contrebasse
- Sarah Murcia - contrebasse
- Marcus Gilmore - batterie
- Jeff « Tain » Watts - batterie
- Nei Sacramento, Felipe Alexsandro, Luciano Silva - percussions